# Порошковый ингалятор
Порошковый ингалятор — это устройство, которое используются при лечении астмы, хронического бронхита и хронической обструктивной болезни лёгких (ХОБЛ). Порошковый ингалятор высвобождает в легкие при вдохе лекарственное вещество в виде порошка без помощи газа-вытеснителя.

## История
В 1955 году был разработан первый ингалятор с дозированной подачей воздуха под давлением (pMDI). В 1959 году на рынке появился первый ингалятор сухого порошка (Dry-powder inhaler; DPI) для введения хромогликата натрия. Со временем последовали и другие модели, которые продаются различными компаниями под собственными торговыми марками и лишь незначительно отличаются с технической точки зрения.

## Виды
Для эффективного лечения обструктивных заболеваний дыхательных путей важно не только выбрать правильное действующее вещество, но и устройство, которое сможет успешно и вовремя доставить в организм необходимое количество действующего вещества. У классических дозированных ингаляторов имеется ряд недостатков, таких как: проблема координации вдоха с активацией ингалятора, ощущения холода во время использования, озоноразрушающее воздействие хлорфторуглеродов в основе многих пропеллентов и низкая высвобождаемая доза препарата (максимум 1 мг на распыление). В связи с этим стали разрабатываться порошковые ингаляторы. В отличие от ингаляторов с дозированной подачей воздуха под давлением, порошковый ингалятор не распыляет лекарственное вещество, а высвобождает его с активацией вдоха.
В зависимости от устройства микронизированное действующее вещество находится либо в однодозовых капсулах или блистерах, либо в резервуаре в виде контейнера для порошка или круглой таблетки. Действующее вещество может присутствовать либо в чистом виде, либо в соединении с носителем. В качестве носителя используется моногидрат лактозы с размером частиц от 50 до 200 мкм. В процессе ингаляции мелкие частицы действующего вещества (средний аэродинамический диаметр: от 1 до 5 мкм) отделяются от более крупных частиц моногидрата лактозы. Более крупные частицы моногидрата лактозы сталкиваются по причине своего размера с задней частью носоглотки и не проникают дальше в лёгкие.
Существуют однодозовые и мультидозовые порошковые ингаляторы. Для каждого ингалятора свойственны особые правила применения и техника ингаляции.
| Порошковый ингалятор     | Тип дозирования              |
| Аэролайзер (Aerolizer)   | Капсульный                   |
| Бризхалер (Breezhaler)   | Капсульный                   |
| Циклохалер (Cyclohaler)  | Капсульный                   |
| Дискус (Diskus)          | Блистерный                   |
| Изихалер (Easyhaler)     | Резервуарный (мультидозовый) |
| Эллипта (Ellipta)        | Блистерный                   |
| Эльпенхалер (Elpenhaler) | Блистерный                   |
| Форспиро (Forspiro)      | Блистерный                   |
| Дженуэйр (Genuair)       | Резервуарный (мультидозовый) |
| ХандиХалер (HandiHaler)  | Капсульный                   |
| Некстхалер (Nexthaler)   | Резервуарный (мультидозовый) |
| Новолайзер (Novolizer)   | Резервуарный (мультидозовый) |
| Спиромакс (Spiromax)     | Резервуарный (мультидозовый) |
| Турбухалер (Turbohaler)  | Резервуарный (мультидозовый) |
| Твистхалер (Twisthaler)  | Резервуарный (мультидозовый) |
| Зонда (Zonda)            | Капсульный                   |

## Применение
Для извлечения максимальной пользы из ингаляционной терапии, важно удостовериться, что активный ингредиент непосредственно и своевременно достигнет верхних и нижних дыхательных путей. Эффективность лечения, с одной стороны, зависит от размера частиц действующего вещества. Сверхмелкие частицы проникают глубже в легкие, чем более крупные. С другой стороны, важно правильно использовать ингалятор. Около 70-90 % людей неправильно используют свои ингаляторы, вследствие чего действующее вещество не может достичь нижних дыхательных путей. Основными параметрами эффективности ингаляционного устройства являются, поэтому простота и удобство использования, короткая длительность ингаляции, низкое внутреннее сопротивление и наличие счетчика доз.